# Bibliodiversidade
Bibliodiversidade é a diversidade cultural aplicada ao mundo do livro e das editoras. Provavelmente nascido na América Latina, o conceito se difundiu rapidamente no mundo hispânico e francês durante a década de 1990. Agora usado freqüentemente pelos editores independentes, autores e ONGs, defendendo e promovendo a diversidade cultural, «Bibliodiversidade» também é o nome de uma revista acadêmica. O dia 21 de setembro foi declarado pelos editores independentes “Dia da Bibliodiversidade”.

## O conceito — origem e disseminação
Quem precisamente foi o primeiro a usar o termo bibliodiversidad fica incerto. Porém não há dúvida de que a palavra foi pela primeira vez usada em espanhol. A paternidade do termo tem sido reclamada por um grupo de editores chilenos que dizem tê-lo usado ao fundarem o coletivo de Editores independientes de Chile, ao fim dos anos 1990. Supõe-se que a editora RIL tenha desempenhado um papel importante no lançamento do termo. No entanto, esta paternidade também tem sido disputada por editores espanhóis — particularmente por alguns membros do grupo “Bibiliodiversidade”, de Madrid, que alegam terem criado a palavra. Até hoje, nenhuma das duas hipóteses foi apoiada por algum documento impresso claramente autenticado pela data de publicação.
Em 1999, os diretores da “Bibliothèque Interculturelle pour le Futur” — um programa estabelecido pela Charles Léopold Mayer Foundation, e conduzido por Michel Sauquet e Étienne Galliand — coorganizaram um encontro em Gijón, na Espanha. Foi então que tiveram contato com o termo, em castelhano, pela primeira vez. Em 2002, vivenciamos a criação da International Alliance of Independent Publishers,, e a palavra foi usada pelos fundadores da organização. A partir de então, a Aliança internacional dos Editores Independentes tem contribuído de modo significativo em disseminar e promover este termo em várias línguas, particularmente em seus encontros internacionais (fontes disponíveis para consulta: Declarações de Dacar em 2003, Guadalajara em 2005, e Paris em 2007), assim como em todas suas comunicações. A aliança de editores colaborou para que o termo fosse aceito no âmbito internacional, e disseminado rapidamente no mundo francófono. O termo «bibliodiversity» se difunde paulatinamente no mundo anglófono.

## Definição
Em eco ao conceito de biodiversidade, «bibliodiversidade» se refere à necessária diversidade das publicações a serem disponibilizadas aos leitores em determinado contexto. Françoise Benhamou, especialista francesa em economia da cultura, deu a seguinte explicação em seu discurso nas “Assises Internationales de l'Édition Indépendante” (Assembleia internacional da Edição Independente): “na biodiversidade, a variedade diz respeito mui simplesmente ao número de espécies; no mundo do livro, isto corresponderia ao número de títulos. No entanto, é claramente insatisfatório deixarmos as coisas assim. O segundo fator, enfatizado pelo conceito de biodiversidade, é o equilíbrio, o equilíbrio entre as espécies. Se olharmos o que isto significa na biodiversidade, vemos a ideia simplíssima de que se temos várias espécies, mas algumas estão presentes em maior números, enquanto outras são raríssimas, as que são numerosas são suscetíveis de prevalecerem em relação às outras. Isto é o que está acontecendo no mundo do livro, onde é preocupante que a dominação dos blockbusters nas estantes dos supermercados, e sobretudo em exibição nas livrarias, esteja botando pra fora outras ofertas que são mais difíceis de promover”.
Hoje, a bibliodiversidade está ameaçada pela superprodução e pela concentração financeira no âmbito editorial, a qual favorece o predomínio de uns poucos grandes grupos editoriais e a busca por altas margens de lucro. Enfatizar o lucro exacerba a tentação de reestruturar a política editorial em função disso. Para garantir margens aceitáveis para acionistas que podem estar mui distantes da editora (física e culturalmente), a produção é reorganizada para elevar seu potencial comercial. Em alguns casos, o resultado é um enorme desequilíbrio, com uma lógica comercial prevalecendo, de forma abrangente, sobre um espírito intelectualmente aventuroso: aí o editor abraça sem reservas uma economia baseada na demanda em detrimento de seu papel de estimulador e provedor de novas ideias (oferecendo textos que sejam desafiadores, originais, fora dos padrões). No extremo oposto do conceito de bibliodiversidade encontramos o que poderíamos chamar de “bestsellerização” da esfera editorial.
Dada a crescente concentração do mundo editorial, com consequente ênfase no lucro, e sua tendência à "bestsellerização", editoras independentes desempenham mais que nunca um papel abandonado, às vezes, pelos gigantes “corporativos”. Isso faz delas os principais atores em termos de bibliodiversidade: são autênticas descobridoras de talentos, arriscam em termos culturais, facilitam a existência e disseminação de autores e textos do futuro. Este papel socialmente importante é claramente reconhecido pelos principais grupos editoriais — que com frequência selecionam, para eles mesmos, aqueles autores que começam a ganhar reconhecimento público.
Reconhecendo o direito fundamental de defender e promover seus setores culturais — frente à desregulamentação generalizada, o que às vezes se poderia supor ser o objetivo da OMC — ao final de 2005, os Estados membros da UNESCO assinaram a Convenção sobre a Proteção e Promoção da Diversidade das Expressões Culturais. Agora, medidas concretas poderiam ser tomadas para proteger a bibliodiversidade.

## Desafios atuais
Uma vez que a proteção à produção cultural “local” parece progredir, com governos buscando criar um ambiente favorável ao desenvolvimento de suas indústrias culturais e tomadores de decisões estariam potencialmente capacitados para agir, urge-se encontrar uma forma de medir a bibliodiversidade por meio de um conjunto de indicadores com dados quantitativos e qualitativos. Além disso, a revolução digital, atualmente em curso no mundo do livro — desde a criação de textos ao marketing —, poderia ter impactos significativos em termos de bibliodiversidade. A desmaterialização do livro, a possibilidade de se comunicar virtualmente com um grupo bem maior de contatos / leitores / compradores (via e-marketing, p. ex.) poderia sugerir que editoras independentes, e editoras em mercados emergentes, poderiam potencialmente aumentar a visibilidade. Por outro lado, a captação do mercado emergente (ainda não provada em termos econômicos) por novos atores — plataformas de venda online, designers e manufatores de equipamento de TI (particularmente leitores) etc. — sugere que o sistema de produção editorial venha a se reconfigurar sem promover uma bibliodiversidade no processo.

## Uso e promoção do conceito
Várias organizações internacionais, como a UNESCO, e a União Latina, vários atores culturais e editoriais, como a Association Internationale des Libraires Francophones, a Alliance des Éditeurs Indépendants, e várias associações nacionais de editoras (AEMI, no México; EDIN, no Chile; EDINAR, na Argentina; FIDARE, na Itália; LIBRE, no Brasil; etc.) promovem e protegem a bibliodiversidade através de simpósios, encontros e declarações. Um trabalho de referência sobre a bibliodiversidade foi publicado em 2006. Ainda em 2006, após o envio de uma carta aos candidatos à eleição presidencial francesa, o jornal Le Monde escolheu algumas das medidas concretas propostas para promover a bibliodiversidade. Algumas editoras castelhanófonas da América latina lançaram, em 2010, "El Dia B" ("O Dia da Bibliodiversidade", todo dia 21 de setembro). O Parlamento dos Escritores europeus emitiu, em novembro de 2010, a Declaração de Istanbul, na qual é mencionada a bibliodiversidade: "políticas deveriam ser criadas para evitar a padronização da expressão e promover a bibliodiversidade". A primeira edição de uma revista internacional chamada "Bibliodiversity" foi copublicada pela Aliança internacional dos Editores Independentes e pela Double Ponctuation, em janeiro de 2011.

## Citações
Françoise Rivière, Assessora Diretora-Geral para a Cultura na UNESCO, em seu discurso abrindo as Assises Internationales de l'Édition Indépendante (Paris, julho de 2007): “da mesma forma que procura-se enfatizar o caráter complementar dos objetivos da biodiversidade, e da diversidade cultural no palco global, a UNESCO também monitora cuidadosamente a questão da diversidade de expressão e de conteúdo no mercado internacional do livro. Em outras palavras, presta-se muita atenção ao que alguns chamam de «bibliodiversidade» — palavra que tem sido amplamente adotada e começa a entrar na linguagem comum". Ségolène Royal, Presidente do Conselho Regional de Poitou-Charentes, em 28 de janeiro 2008: “esta bibliodiversidade que defendemos — uma bibliodiversidade acessível a todos, aberta a todos — apoia oportunidades iguais para a educação e o acesso ao sabe.”.

### Artigos relacionados (em francês)
- Livre équitable (livros justos)
- Éditeurs indépendants (editores independentes)
- Bibliodiversité (em francês)

## Links e documentos externos
- Trois Espaces Linguistiques: Organisation Internationale de la Francophonie (Organização dos países francófonos)), *Latin Union, CPLP (Communidade dos Países de língua portuguesa), Organisation of Ibero-American States (artigo sobre editoras independentes no mundo latino; só em francês)
- Aliança internacional dos editores independentes
- Site web do jornal internacional “Bibliodiversity”
- El Día de la Bibliodiversidad, "El Día B"
- O Parlamento dos Escritores Europeus, Declaration of Istambul 2010